# Shuhrat Mirxoldorshoyev
Shuhrat Mirxoldorshoyev (5 marzo 1982) è un ex calciatore uzbeko, di ruolo attaccante.
Ala destra, prima o seconda punta, con 198 gol in 353 incontri di campionato, è uno dei migliori marcatori nella storia del torneo uzbeko.

## Palmarès

### Individuale
- Capocannoniere del campionato uzbeko: 2

2003 (26 gol, assieme a Marsel Idiatullin) e 2004 (31 gol)